# Saint-Martin-Choquel
Saint-Martin-Choquel is een gemeente in het Franse departement Pas-de-Calais (regio Hauts-de-France) en telt 397 inwoners (1999). De plaats maakt deel uit van het arrondissement Boulogne-sur-Mer.

## Geografie
De oppervlakte van Saint-Martin-Choquel bedraagt 6,1 km², de bevolkingsdichtheid is 65,1 inwoners per km².
De onderstaande kaart toont de ligging van Saint-Martin-Choquel met de belangrijkste infrastructuur en aangrenzende gemeenten.

## Demografie
Onderstaande figuur toont het verloop van het inwonertal (bron: INSEE-tellingen).